# Roberto Mateos
Roberto Félix Smeke Mateos, más conocido como Roberto Mateos (Ciudad de México, 28 de abril de 1963), es un actor y modelo mexicano.
Desde hace muchos años, ha sido actor regular por Telemundo, empresa de Miami, Florida, que hace muchas telenovelas. Concretamente en 2010 para formar parte del elenco de la nueva producción de la cadena Telemundo en ¿Dónde está Elisa?, con Sonya Smith y Gabriel Porras, entre otros.

## Filmografía

### Televisión
- Isla brava (2025),[1]
- Juegos de amor y poder (2025) Papá de Alessandra
- Mi amor sin tiempo (2024), José Ortega[2]
- Tu vida es mi vida (2024), Alejandro «Álex» Castillo[3]
- De brutas, nada (2023)[4]
- Si nos dejan (2021-2022), Facundo Guerra
- Deudas (2021), Carlos Alberto[5]
- El Dragón: el regreso de un guerrero (2019-2020), Alberto «Epigmenio» Moncada
- Tijuana (2019), Eugenio Robles[6]
- La Guzmán (2019)
- Las Buchonas (2018-2019), Vicente Cervantes
- ¡Muy padres! (2017-2018), Rodolfo Villagrana Robles
- Sobreviviendo a Escobar, alias JJ (2017), Dixon Rodríguez (DEA)
- Perseguidos (2016-2017), director del CIN Hernán Molina
- Eva la Trailera (2016), Francisco «Pancho» Mogollón
- Voltea pa' que te enamores (2015), Gabito
- Santa diabla (2013-2014), Patricio Vidal
- La Madame (2013), Alejandro Puerta
- El rostro de la venganza (2012-2013), Federico Samaniego
- Mi corazón insiste en Lola Volcán (2011), Tiberio, villano
- Los herederos Del Monte (2011), Modesto Mardones, secundario
- ¿Dónde está Elisa? (2010), Bruno Cáceres, villano
- Más sabe el diablo (2009-2010), León Beltrán, villano
- Sin senos no hay paraíso (2008), José Miguel Cárdenas
- Doña Bárbara (2008-2009), Lorenzo Barquero
- Amor comprado (2008), Arturo
- Acorralada (2007), Francisco «Paco» Vázquez
- Decisiones (2006), Arístides Giraldo
- Amarte así (2005), Francisco Reyes
- Mirada de mujer, el regreso (2003)
- Ladrón de corazones (2003), Esteban
- Vale todo (2002), Rubén
- Amantes del desierto (2001), Alejandro García
- Milagros (2000), José Antonio Wilson / José Antonio Echevarría
- Hay amores que matan (2000), Edmundo de la Garza
- Carita pintada (1999), Abdul Abdulah
- Marea brava (1999), Marcelo
- Reina de corazones (1998), Santiago Porras Salvatierra
- Al norte del corazón (1997), Joel
- Escándalo (1997), Alfonso
- El peñón del amaranto (1993), Diego
- Carrusel de las Américas (1992)
- La pícara soñadora (1991), chófer de la familia Rochild

## Noticiarios
- Primera edición (1997)

## Vida personal
Su primera esposa en 1995 fue la checa Wanda Suchánková, con quien tiene un hijo llamado Mirek (nacido el 3 de junio de 1996).
Casado en la actualidad con la actriz española Arancha Solís.